# بیدئیز
بیدئیز (به لاتین: Bideyiz) یک منطقه مسکونی در جمهوری آذربایجان است که در شهرستان شکی واقع شده است. بیدئیز ۱۲۵۸ نفر جمعیت دارد.